# Janštejn

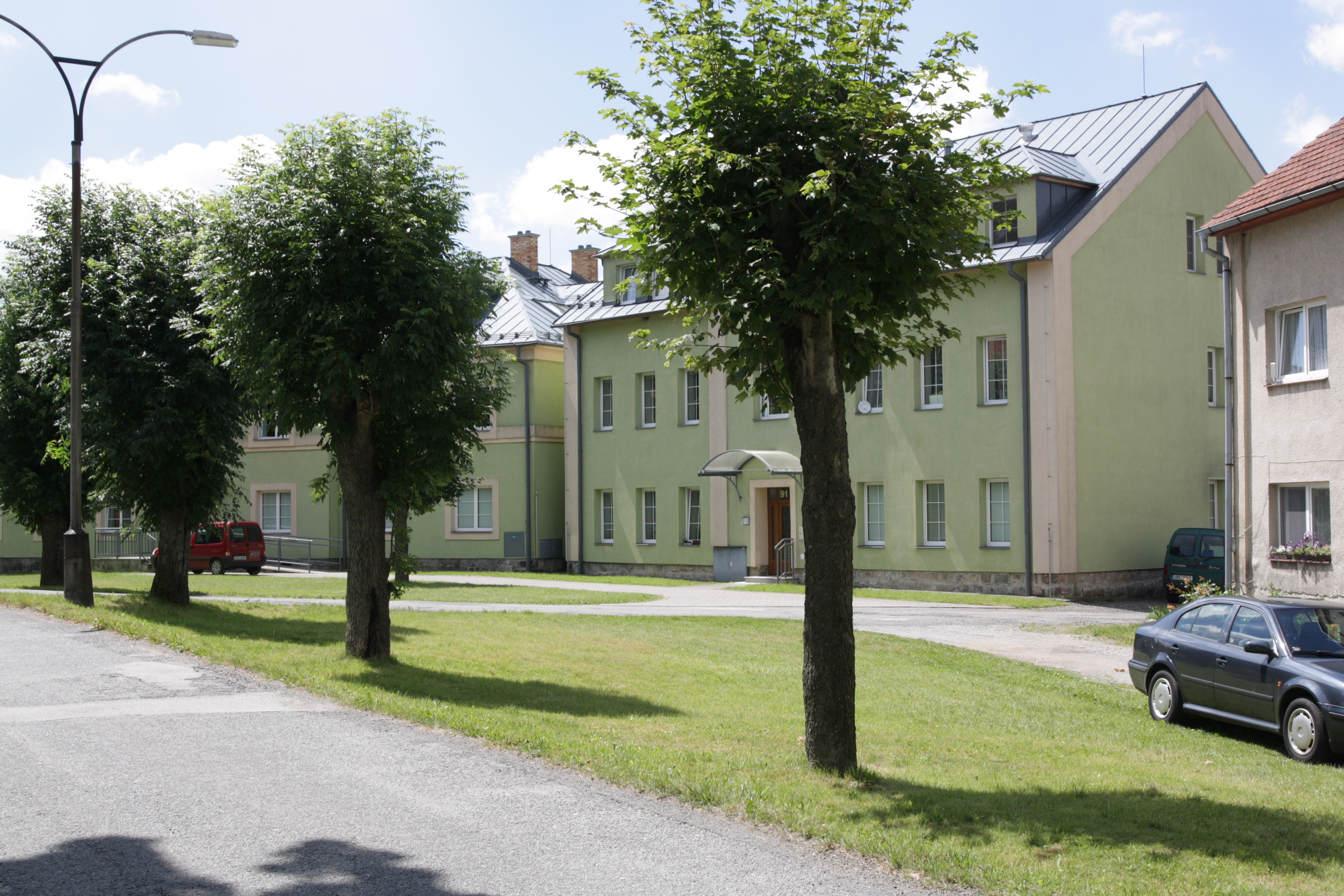
Dorfplatz

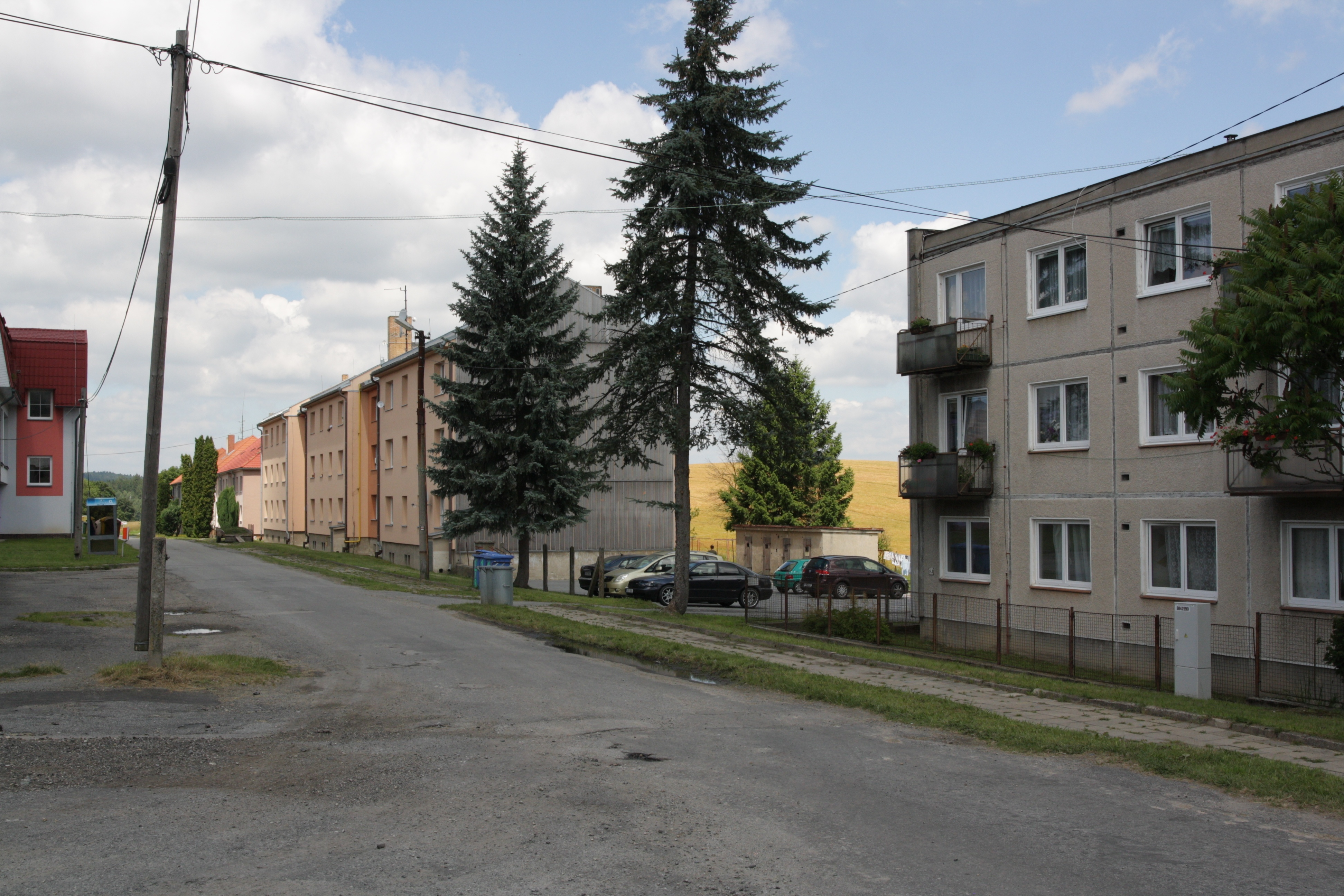
Wohnblöcke

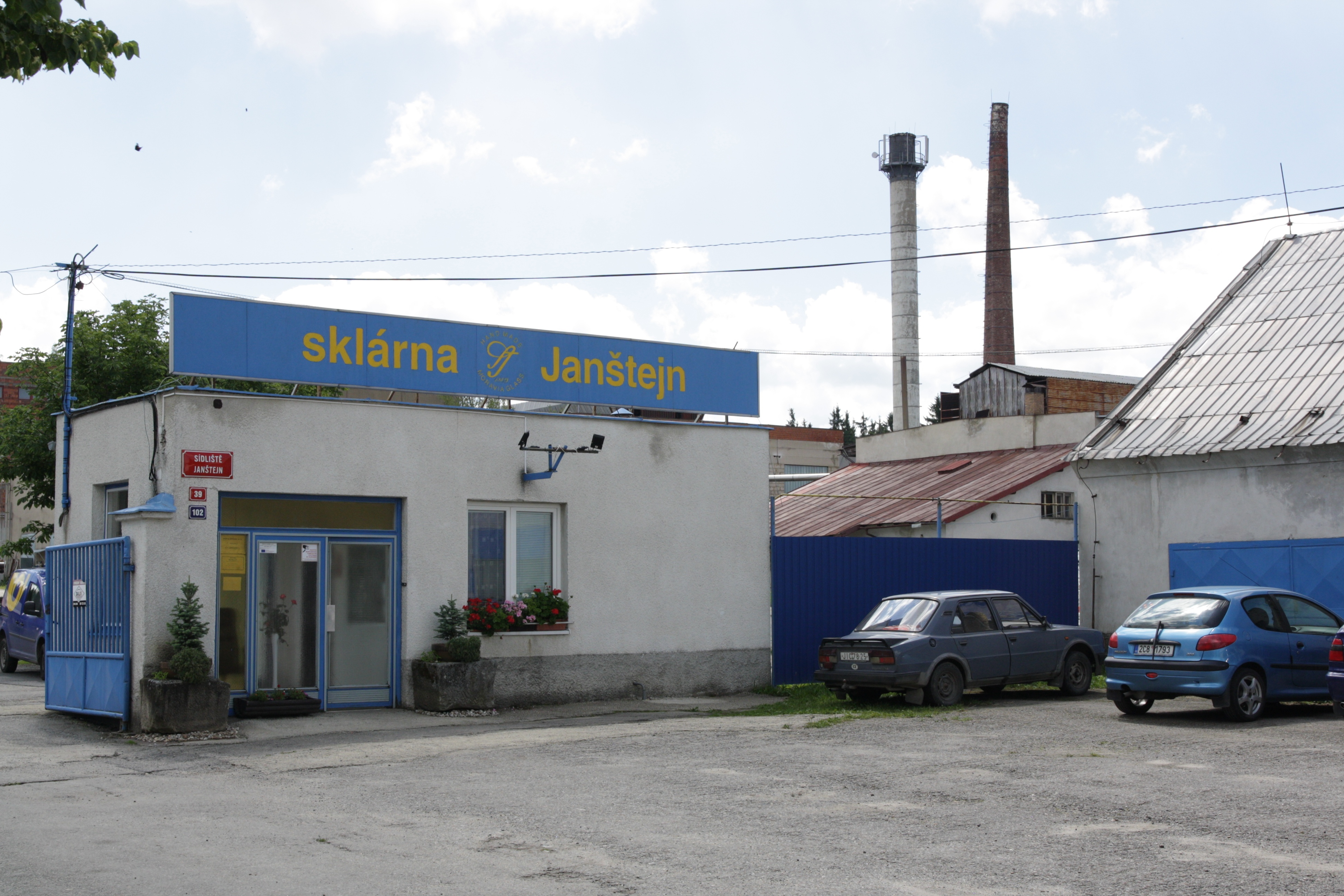
Glasfabrik

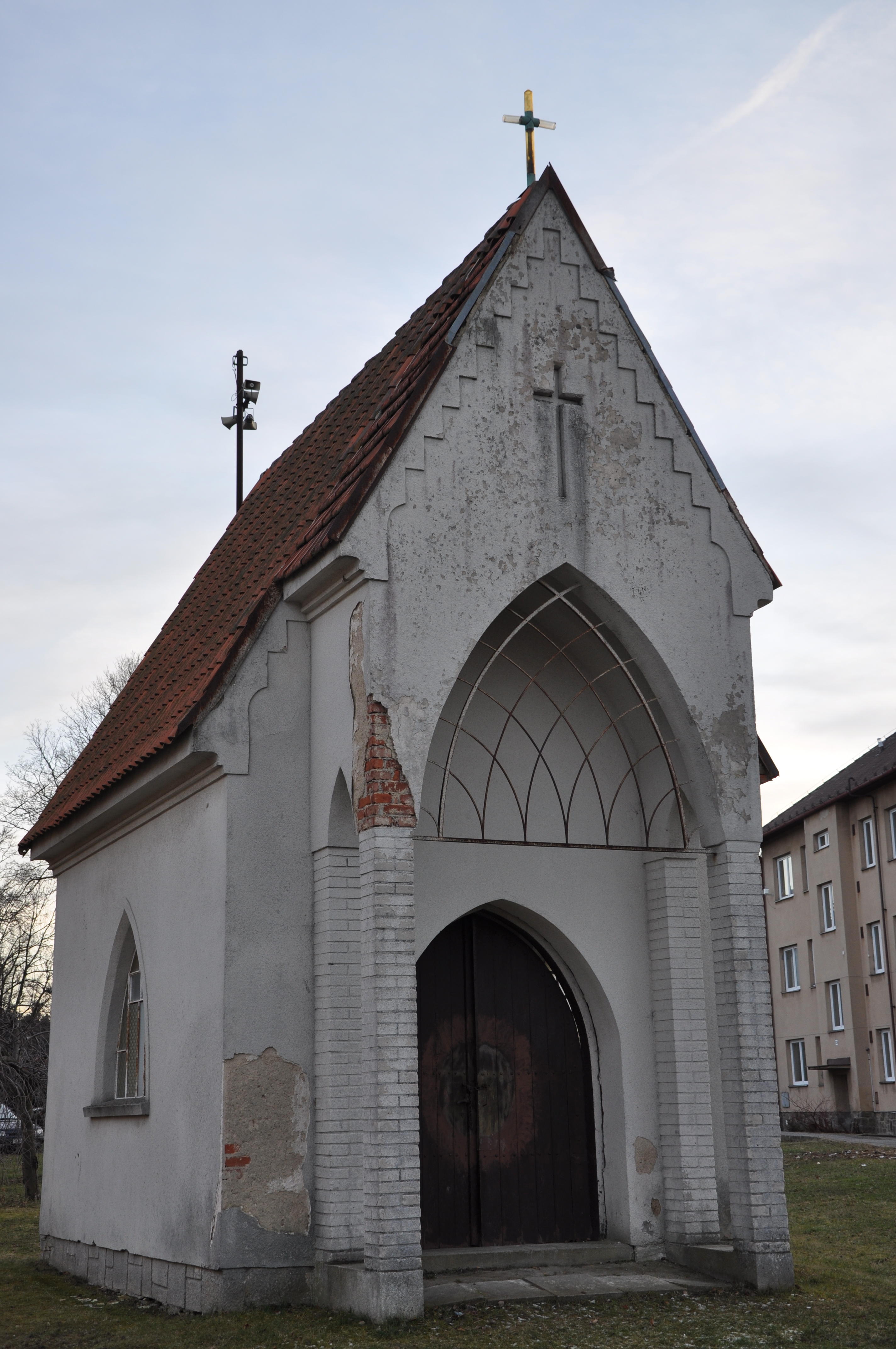
Kapelle des hl. Antonius

Janštejn (deutsch Janstein) ist eine Grundsiedlungseinheit der Gemeinde Horní Dubenky (Ober Dubenky) in Tschechien. Sie liegt sechs Kilometer östlich von Počátky (Potschatek) und gehört zum Okres Jihlava. Die Kolonie entstand als Werkssiedlung der Glashütte Janstein; ihre Geschichte ist untrennbar mit der drittältesten, heute noch produzierenden Glasfabrik Tschechiens verbunden, seit der zweiten Hälfte des 20. Jahrhunderts ist sie jedoch kein Bestandteil der Glashütte mehr.

## Geographie
Die unmittelbar vor der Glasfabrik Janštejn gelegene Siedlung befindet sich linksseitig des Baches Hamerský potok bzw. Dubenský potok in den Jihlavské vrchy (Iglauer Bergen). Nördlich erhebt sich der Pánův kopec (711 m n.m.), im Nordosten der Kamenný vrch (716 m n.m.) und der Skelný vrch (Glasberg, 787 m n.m.), östlich die Rovina (761 m n.m.), im Südosten der Míchův vrch (790 m n.m.) und die Javořice (Jaborschützberg, 837 m n.m.), südlich der Velký skalní vrch (786 m n.m.) sowie im Südwesten der Stříbrný vrch (760 m n.m.) und der Ve Vrších (719 m n.m.). Nördlich liegt der Teich Nadýmač, westlich der Talpův rybník. 
Nachbarorte sind Horní Dubenky und Olší im Norden, Nová Ves, Rácov und Růžená im Nordosten, Třeštice und Řídelov im Osten, Řásná, Lhotka und Mrákotín im Südosten, Světlá, Horní Pole und Klatovec im Süden, Kaliště und Horní Vilímeč im Südwesten sowie Vesce und Počátky im Westen. 

## Geschichte
Die erste schriftliche Erwähnung einer Glashütte bei Ober-Dubenky erfolgte 1809. Am 1. September 1827 bewilligte das herrschaftliche Amt Studein dem Glashüttenbesitzer, Landrichter Johann Ludwig Kržiwánek (1795–1861), die Erweiterung der Hütte auf den Fluren des Halbhüfners Vojtěch Vacek. Aus der Urkunde geht hervor, dass der Glashüttenbetrieb mit einer Schmelzerei, einer Kühlanlage, einem Temperofen und weiteren Gerätschaften ausgestattet war. Außerdem gehörten zur Hütte zwei Wohngebäude mit jeweils vier Gesellenwohnungen, ein Glasmeisterhaus, ein Stallgebäude für Pferde und Kühe, ein Wagenschuppen, ein Bier- und Weinkeller sowie die Quarzmühle am Teich Šerý rybník bei Herrndubenky. 1829 verkaufte Kržiwánek die Glashütte an seinen Schwager Johann Ignaz Hafenbrädl. In der nachfolgenden Zeit wurden weitere Wohngebäude errichtet, so dass vor der Glashütte die Glasmacherkolonie Janstein entstand, in der die Beschäftigten mit ihren Familien lebten. Wolny erwähnte die private Glashütte in seiner Topographie der Markgrafschaft Mähren nur kurz; nach seinen Angaben gehörte zu der Hütte auch eine Glasschleiferei, produziert wurde gutes Tafel- und Hohlglas. Zum Bedarf der Glashütte kaufte Hafenbrädl um 1840 jährlich über 3000 Klafter Holz aus den Iglauer Bergen von der Herrschaft Teltsch. Bis zur Mitte des 19. Jahrhunderts blieb die nach Ober-Dubenky konskribierte Glasmachersiedlung Janstein der Allodialherrschaft Studein untertänig, Grundherren waren die Grafen von Podstatzky-Liechtenstein.
Nach der Aufhebung der Patrimonialherrschaften bildete die Kolonie Janštýn / Janstein ab 1849 eine Ansiedlung der Gemeinde Horní Dubenky / Ober-Dubenky im Gerichtsbezirk Triesch. Ignaz Hafenbrädl veräußerte im selben Jahr die Glashütte Janstein an den zuvor in der Čejkover Hütte tätigen Glashüttenmeister Anton Kopp (1816–1876), der einer seit 1656 in Seewiesen im Böhmerwald nachweislichen Glasmacherfamilie entstammte. Zu dieser Zeit umfasste die Liegenschaft ein Herrenhaus, ein Packhaus, eine Pottaschensiederei, ein Lagerhaus, fünf Quarzstampfen, 50 Metzen Ackerland und acht Arbeiterhäuser mit 29 Wohnungen. Die mit sieben Glaswannen ausgestattete Hütte produzierte im Jahre 1856 5800 Schock Tafelglas und 8600 Stück Hohlglas. Zwei Jahre später wurde in Janstein nur noch Hohlglas hergestellt, das hauptsächlich nach Wien verkauft wurde. Ab 1869 gehörte Janštýn zum Bezirk Iglau. 1871 brannte die Hüttenhalle der Glashütte ab, wurde aber recht bald wiederaufgebaut. Nach dem Tod des Vaters übernahm Franz Kopp (1854–1922) die Glashütte und firmierte sie als Anton Kopp’s Sohn Janstein. Im Jahre 1890 hatte die Kolonie Janštýn (incl. Wolschi) 229 Einwohner und bestand aus elf Häusern. Am 12. August 1899 zerstörte ein Großfeuer die Hauptgebäude der Glashütte und erfasste auch die davor stehenden Reihenhäuser. Durch den Brand wurden 43 Familien obdachlos. Beim Wiederaufbau wurde die Hütte mit zwei modernen Schmelz- und Temperöfen und einer Glasmalerei ausgestattet, die Befeuerung wurde von Holz auf Generatorgas umgestellt. 1905 wurde eine Lokomobile zum Antrieb der Schleifmaschinen aufgestellt. Im Jahre 1900 lebten in Janštýn / Janstein 338 Personen, 1910 waren es 408. Zu Beginn des 20. Jahrhunderts wurde wegen der gesunkenen Nachfrage bei geschliffenen Glas zunehmend Beleuchtungsglas gefertigt. 1911 brach in der Glashütte erneut ein Brand aus, bei dem ein Drittel der Anlagen, darunter die Schleiferei, das Maschinenhaus und die noch nicht fertiggestellten neuen Öfen zerstört wurden. Die Arbeiter konnten nur noch an zwei Tagen in der Woche beschäftigt werden. Infolge des Ersten Weltkrieges wurde die Glashütte stillgelegt, dies führte auch zu einer starken Abwanderung aus der Werkssiedlung Janstein. Nach dem Zusammenbruch der k.k. Monarchie wurde die Ansiedlung 1918 Teil der neu gebildeten Tschechoslowakei. Kurze Zeit später wurde der Betrieb der Glashütte wieder aufgenommen. Beim Zensus von 1921 wurden die neun Häuser von Janštýn als Häusergruppe der Gemeinde Horní Dubenky / Ober Dubenky aufgeführt, eine separate Datenerfassung erfolgte nicht. Der Ortsname wurde 1924 in Janštejn abgeändert. In der Mitte der 1920er Jahre florierte der Glashüttenbetrieb mit 270 Beschäftigten; der neue Besitzer Franz Kopp jun. (1890–1968) hielt unter der Marke JAKO mehrere Patente. Im Jahre 1930 bestand Janštejn aus 13 Häusern und hatte 325 Einwohner. Mitte der 1930er Jahre hatte die Glashütte die Folgen der Weltwirtschaftskrise überwunden. Gefertigt wurde beschichtetes Glas, bemaltes und geschliffenes Gebrauchsglas sowie Ätzglas, teils nach Entwürfen der Künstlerin Zdeňka Braunerová. Zwischen 1939 und 1945 war Janštejn Teil des Protektorats Böhmen und Mähren. Die seit 1939 eingeschränkte Produktion der Glashütte wurde 1941 gänzlich eingestellt. 1942 wurde die Kapelle in der Siedlung errichtet. Nach dem Ende des Zweiten Weltkrieges wurde die Siedlung wieder Teil der Tschechoslowakei. 1945 wurde der Glashüttenbesitzer Franz Kopp jun. enteignet. Die verstaatlichte Glashütte nahm die Produktion wieder auf und wurde 1946 an die Českomoravské sklárny n.p. Krasno nad Bečvou angeschlossen, wobei der ehemalige Besitzer bis 1948 die Funktion des Direktors erhielt; ab 1950 war sie ein Betrieb von Český Křišťál Chlum u Třeboně und ab 1959 von Osvětlovaci sklo Valašske Meziřici. Nach der Übernahme durch den Staatsbetrieb Osvětlovací sklo wurde in der Glasfabrik nur noch Beleuchtungsglas produziert und die seit Bestehen der Glashütte geführte Mustersammlung mit Formen und Entwürfen sowie dem umfangreichen Gebrauchsglasarchiv entsorgt. Seit 1961 gehört die Kolonie Janštejn zum Okres Jihlava. Seit dem 1. Dezember 1970 ist Janštejn als Grundsiedlungseinheit der Gemeinde Horní Dubenky ausgewiesen. Zu dieser Zeit hatte Janštejn (incl. Olší) 321 Einwohner. Seit der Zugehörigkeit zu Osvětlovací sklo war nur eine  - schleppende - Modernisierung der Produktionsanlagen der Glashütte erfolgt; die Wohnverhältnisse in der Kolonie hatten sich seit dem Beginn des 20. Jahrhunderts kaum verbessert. Dieser Investitionsrückstau wurde in den 1970er Jahren durch Errichtung neuer Wohnungen in Plattenbauweise sowie von Sozialeinrichtungen in der Siedlung beseitigt, zudem erfolgte eine energetische Modernisierung des Glashüttenbetriebs; die technologischen Rückstände verblieben. 1980 war die Einwohnerzahl der Siedlung auf 400 angestiegen und übertraf damit die des Dorfes Horní Dubenky (304) deutlich. Zum Ende der 1980er Jahre begann das Unternehmen Osvětlovací sklo mit der Modernisierung der Technologie des Glashüttenbetriebs in Janštejn. Fertiggestellt wurden jedoch nur ein großzügiges Gemengehaus, ein Rohstofflager sowie der Rohbau einer neuen Hüttenhalle bevor das Staatsunternehmen Osvětlovací sklo nach der Samtenen Revolution zusammenbrach. Im Jahre 1991 lebten in den 27 Wohnhäusern von Janštejn 385 Personen.
Das aus Osvětlovací sklo hervorgegangene Unternehmen Sklounion startete 1993 eine Privatisierung der Glashütte Janštejn; Käufer waren die Besitzer der Brauerei Eggenberg, František Mrázek und Jiří Shrbený. Die beiden Kriminellen - Mrázek galt als führende Figur der tschechischen Unterwelt und wurde 2006 in Prag erschossen, Shrbený wurde 2017 im Zusammenhang mit dem Eggenberg-Konkurs wegen Subventionsbetrugs zu einer fünfjährigen Haftstrafe verurteilt - ersteigerten die Glashütte im Oktober 1993 für 20.000.000 Kč zzgl. der Übernahme von Bankkrediten in Höhe von 131.000.000 Kč gründeten zunächst die Betriebsgesellschaft Karken s.r.o. mit einem Stammkapital von 100.000 Kč. Diese, wie auch die Nachfolgegesellschaften Sklárny Janštejn, s.r.o.  und Cristalex-CZ s.r.o. mit denselben Gesellschaftern endeten in Überschuldung und Konkurs. 1997 wurde die bei mehreren Banken mit insgesamt 724.000.000 Kč verschuldete Glashütte Janštejn im Auftrag eines der Gläubiger, der Banka Haná, a.s. versteigert, wobei der Ingenieur Jan Rabell für 15.000.000 Kč den Zuschlag erhielt. Zwischen 2000 und 2018 hielt die italienische Vetrofond S.r.l. die Hälfte der Geschäftsanteile an der Glashütte. Im Jahre 2006 führte Rabell die Leuchtenmarke Brokis ein, 2009 wurde die Tochtergesellschaft Brokis s.r.o. gegründet. Im Jahre 2014 hatte die Glashütte 80 Beschäftigte und produzierte monatlich zwischen 150 und 200 t Beleuchtungsglas; der Exportanteil lag bei 65 Prozent.
Im Jahre 2001 bestand Janštejn aus 31 Häusern mit 384 Einwohnern. Beim Zensus von 2011 lebten in Janštejn 367 Personen. Im Jahre 2021 hatte Janštejn 309 Einwohner und bestand aus 26 Häusern.

## Ortsgliederung
Janštejn ist Teil des Katastralbezirks Horní Dubenky.

## Wirtschaft
Bedeutendste Unternehmen sind die Sklárna Janštejn, s.r.o. und deren Tochtergesellschaft Brokis s.r.o., die Leuchten nach Designerentwürfen fertigt.

## Sehenswürdigkeiten
- Kapelle des hl. Antonius von Padua
- Jan-Žižka-Gedenkstein, enthüllt 1929, am Weg zur Chadimův mlýn

## Söhne und Töchter des Ortes
- Gertruda Gruberová-Göpfertová (1924–2014), Malerin, Illustratorin und Autorin